# Trichoglossus moluccanus
Trichoglossus moluccanus е вид папагал, разпространен в Австралия.
Среща се в гористи местности и в залесени градски райони, предимно по крайбрежните райони на Северна и Източна Австралия.
Отличава се с яркочервения си клюн и пъстрото оперение. И мъжките, и женските имат синя до лилава глава и корем, зелени крила, опашка и гръб и оранжево-жълта гърдна част.
Размножителният период е от юни до януари.